# 帕加马祭坛

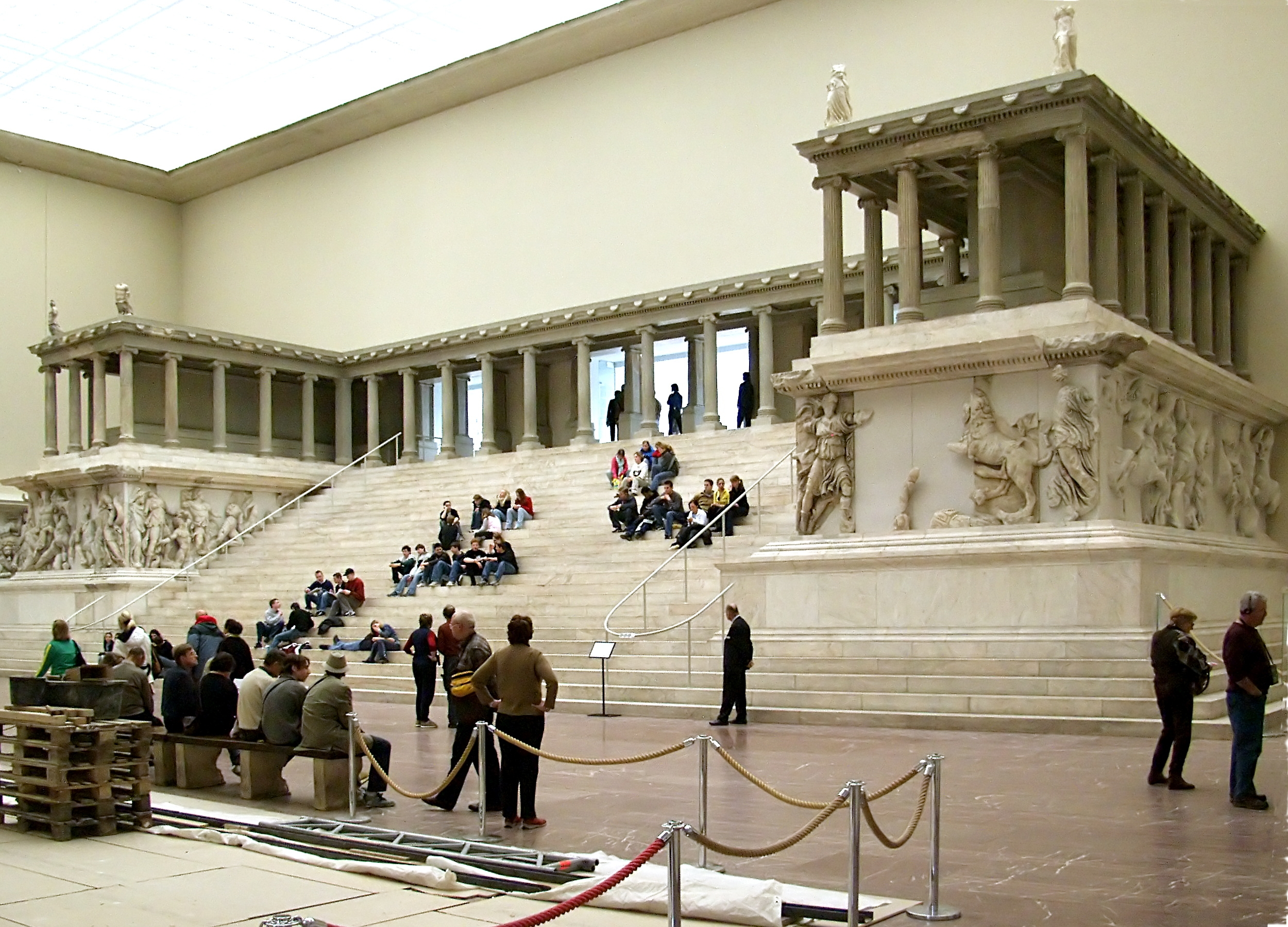
柏林別迦摩博物馆内复原的別迦摩祭坛西侧

別迦摩祭坛是一座宏伟的建筑，兴建于公元前2世纪上半叶国王歐邁尼斯二世统治时期，位于小亚细亚帕加马古城的卫城。其复原物陈列在柏林博物馆岛的佩加蒙博物館。
这座建筑宽35.64米，前后进深33.4米；单是前面的楼梯就宽约20米。基座上的浮雕描绘巨人与奧林匹斯十二主神之间的战斗，称为“巨人戰役”（Gigantomachia）。 
1878年，德国工程师卡爾Humann开始在帕加马卫城正式发掘，一直持续到1886年，使卫城的一些古建筑物重见天日。在与土耳其政府的谈判中，同意将当时发现的所有碎片成为柏林博物馆的财产。
在柏林，意大利修复者对数千碎片进行了复原。为了展出这一成果，于1901年在柏林的博物馆岛建立了一座新的博物馆。但是第一座別迦摩博物馆不敷使用，结构也不合理，于是在1909年被拆毁，代之以目前大得多的博物馆，于1930年开放。虽然它收藏了各种藏品，尤其是复原的古巴比伦伊什塔尔城门，该市的居民仍然根据复原祭坛的西立面，将新博物馆称为別迦摩博物馆。

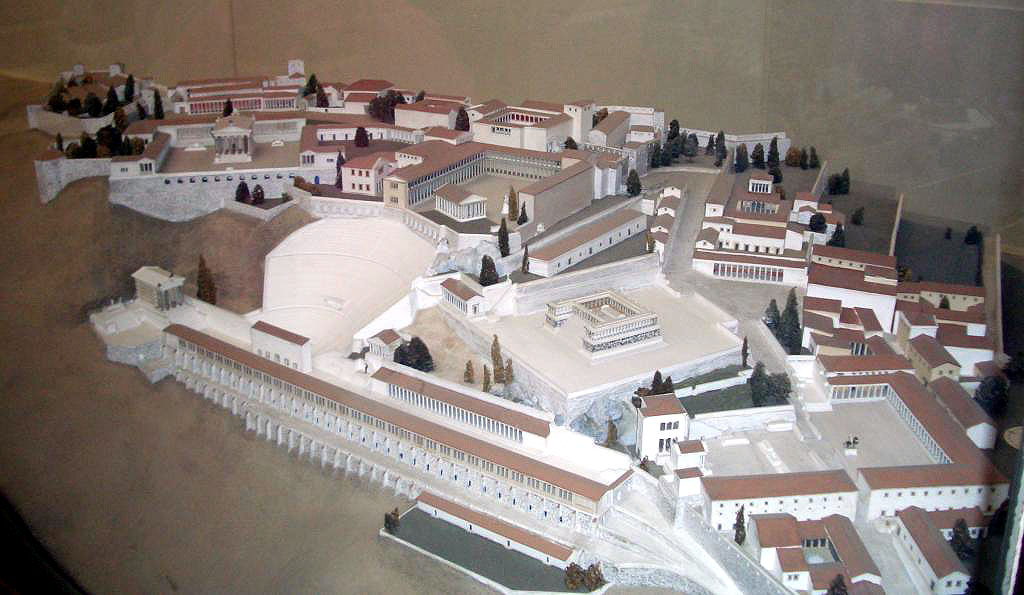
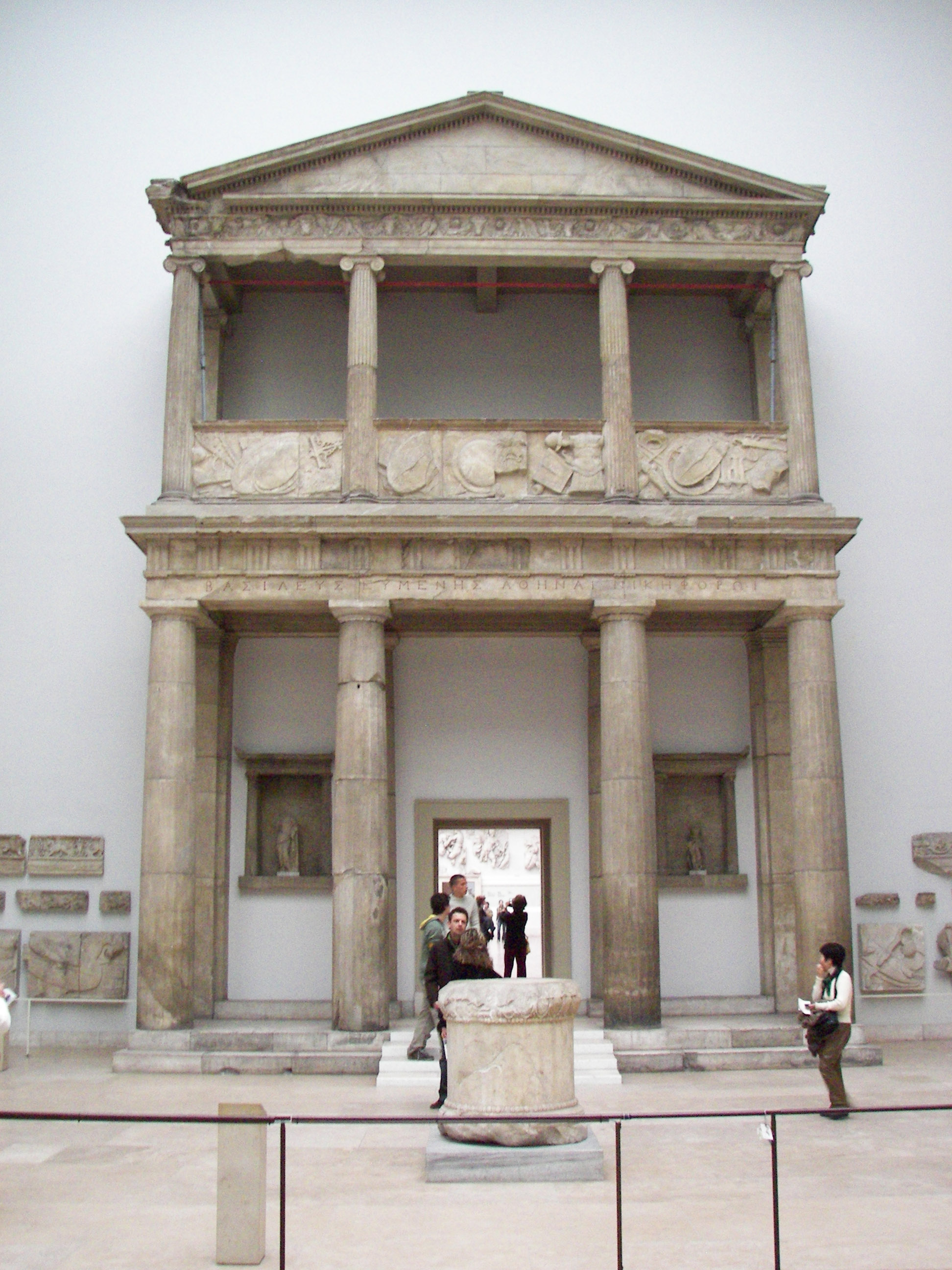
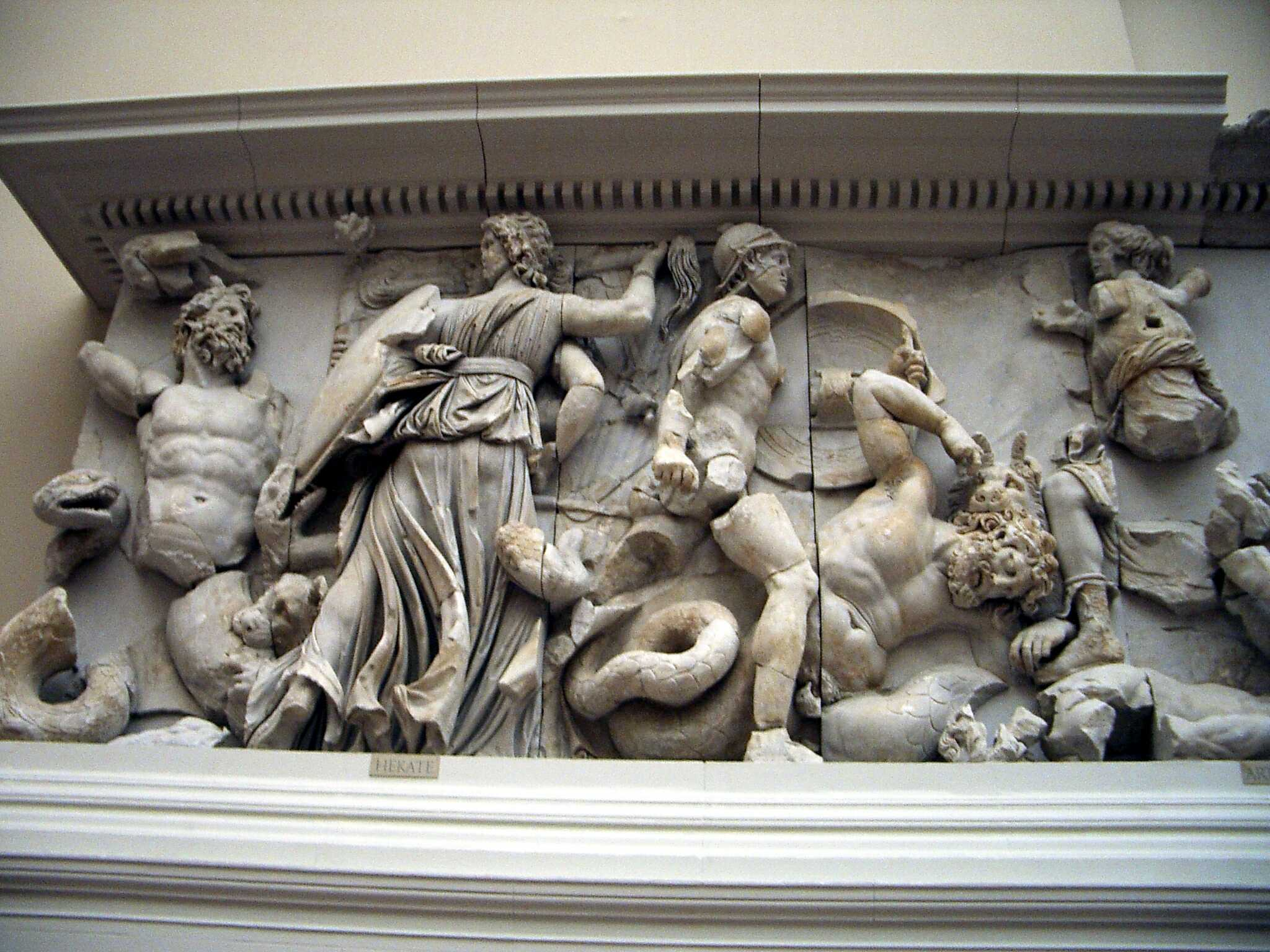
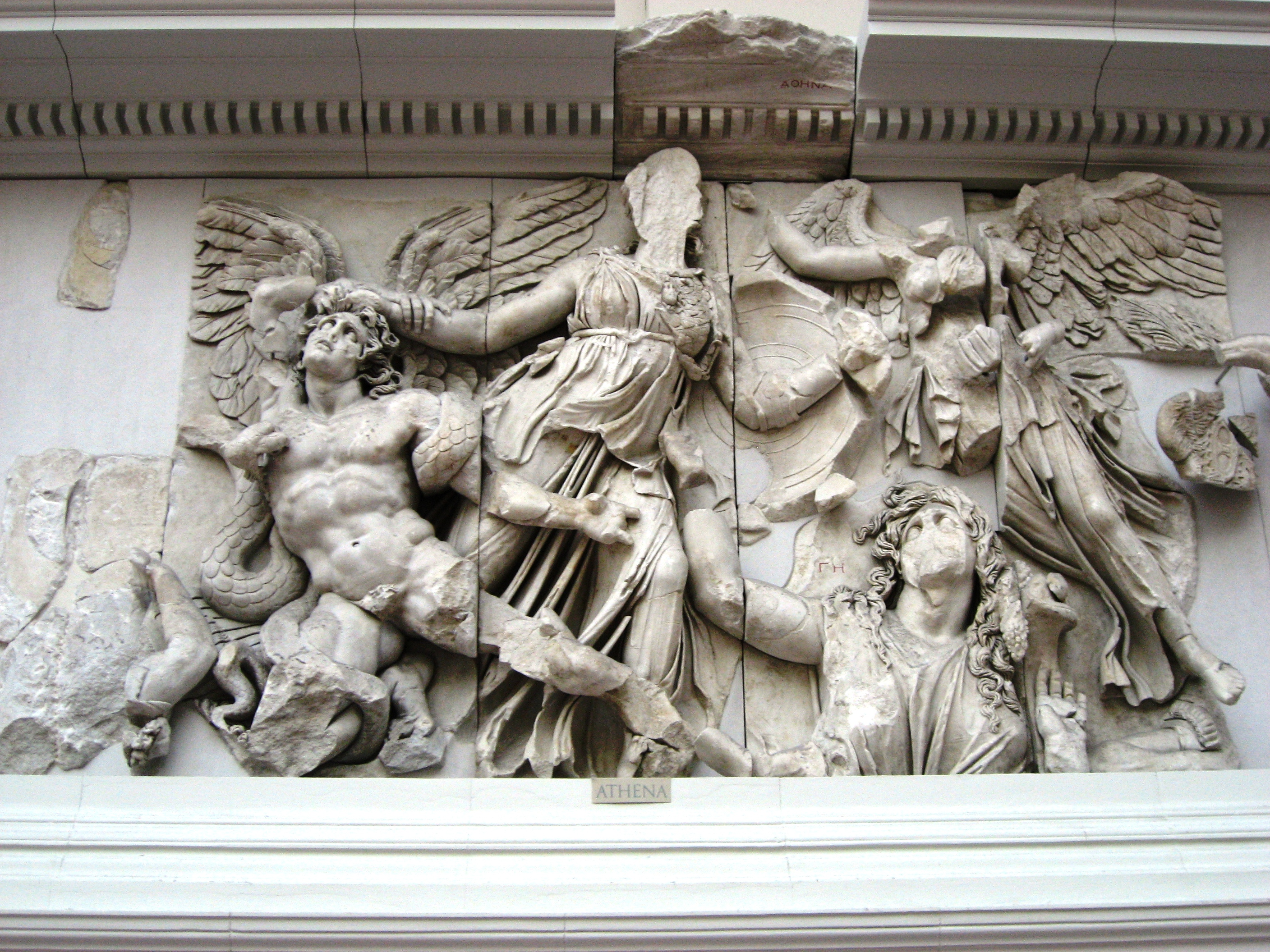
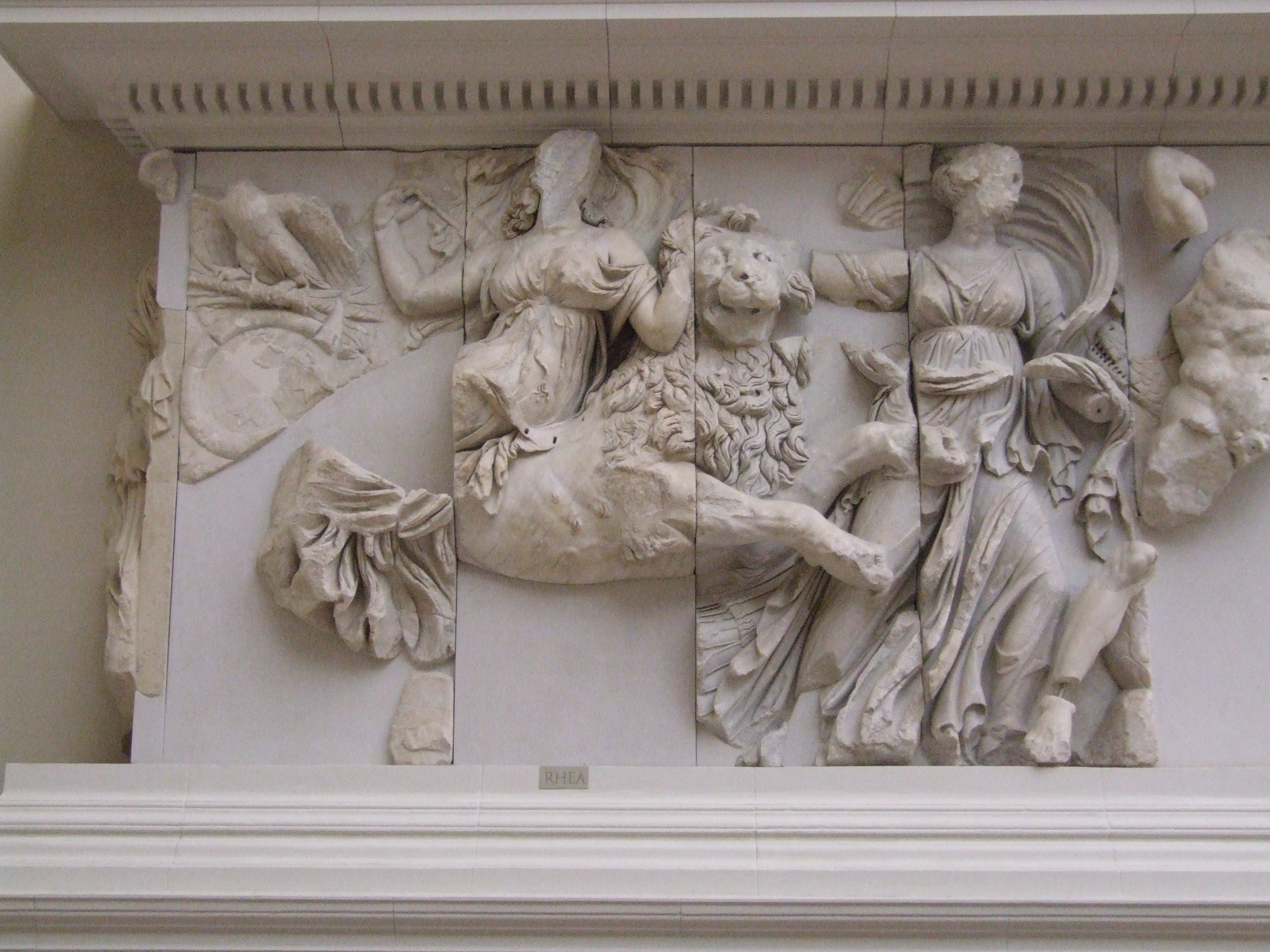
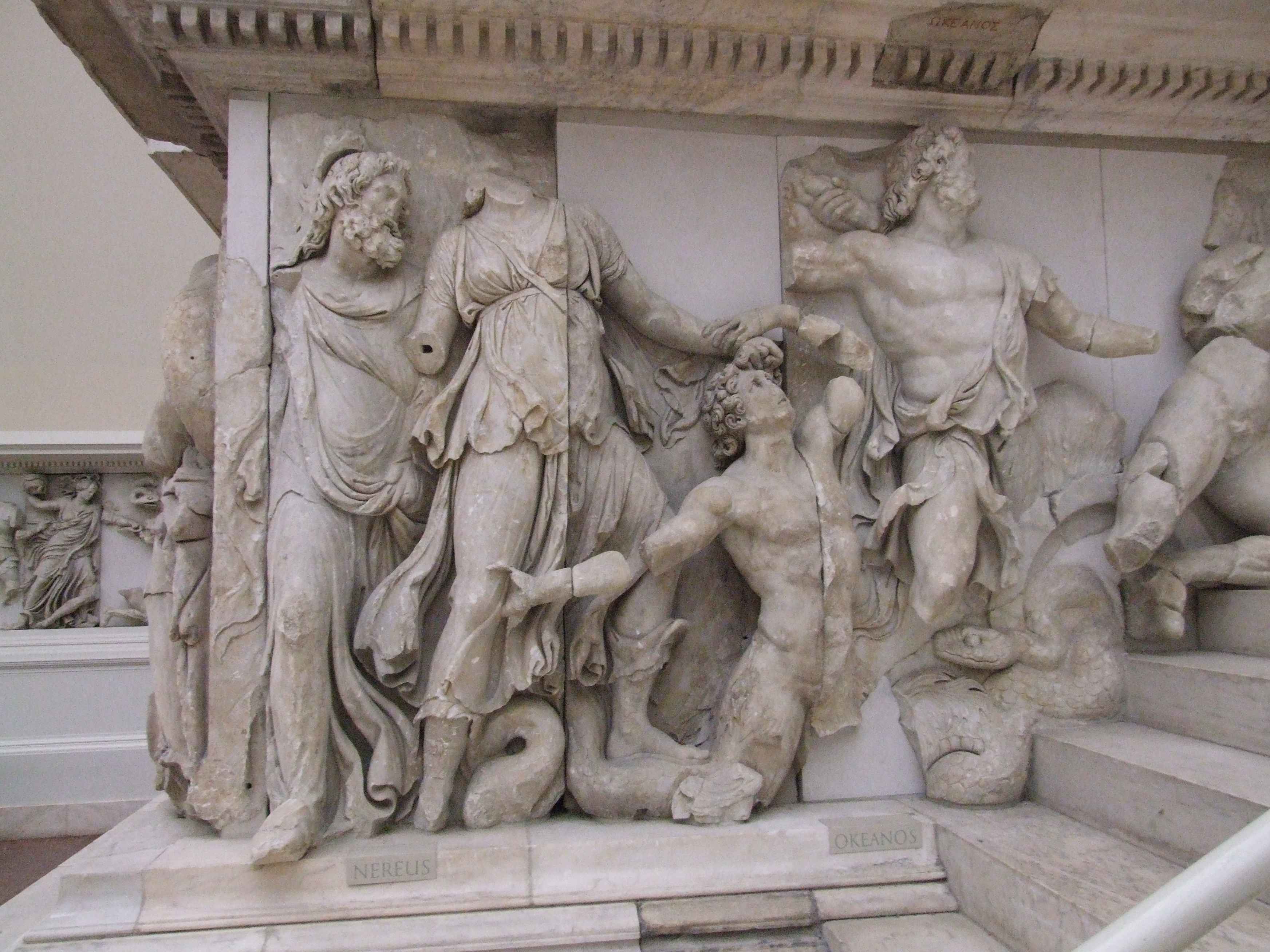
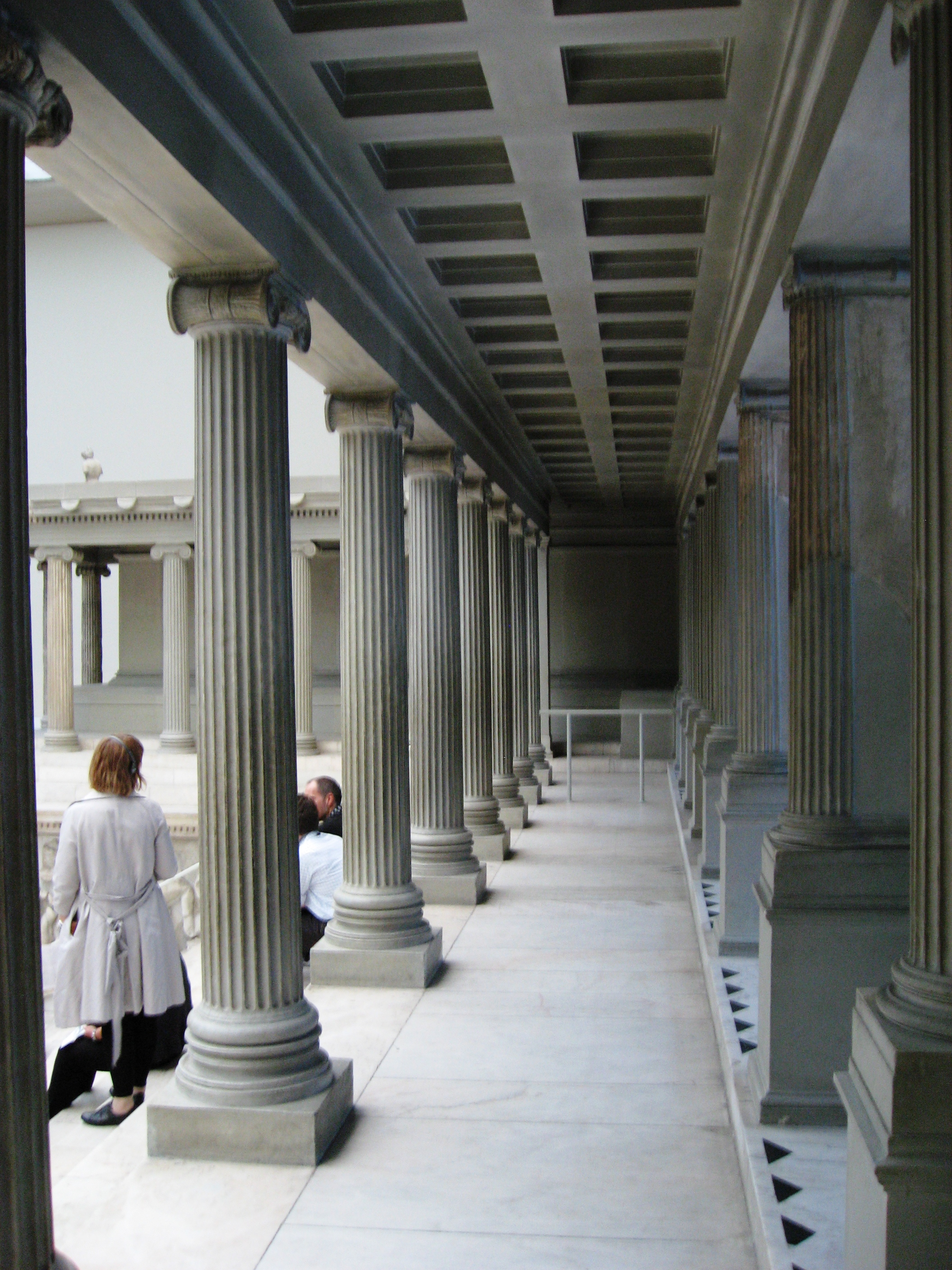
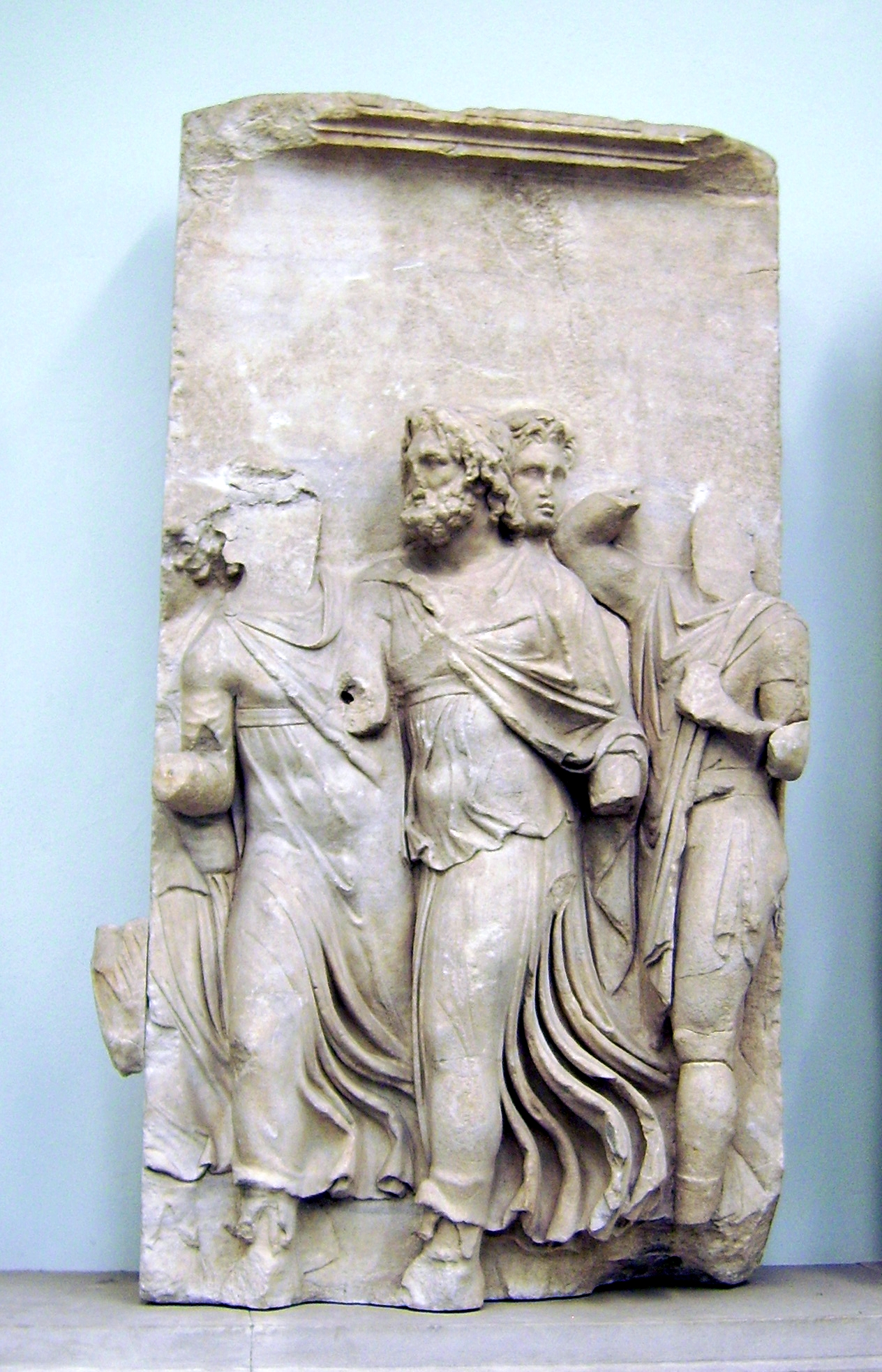
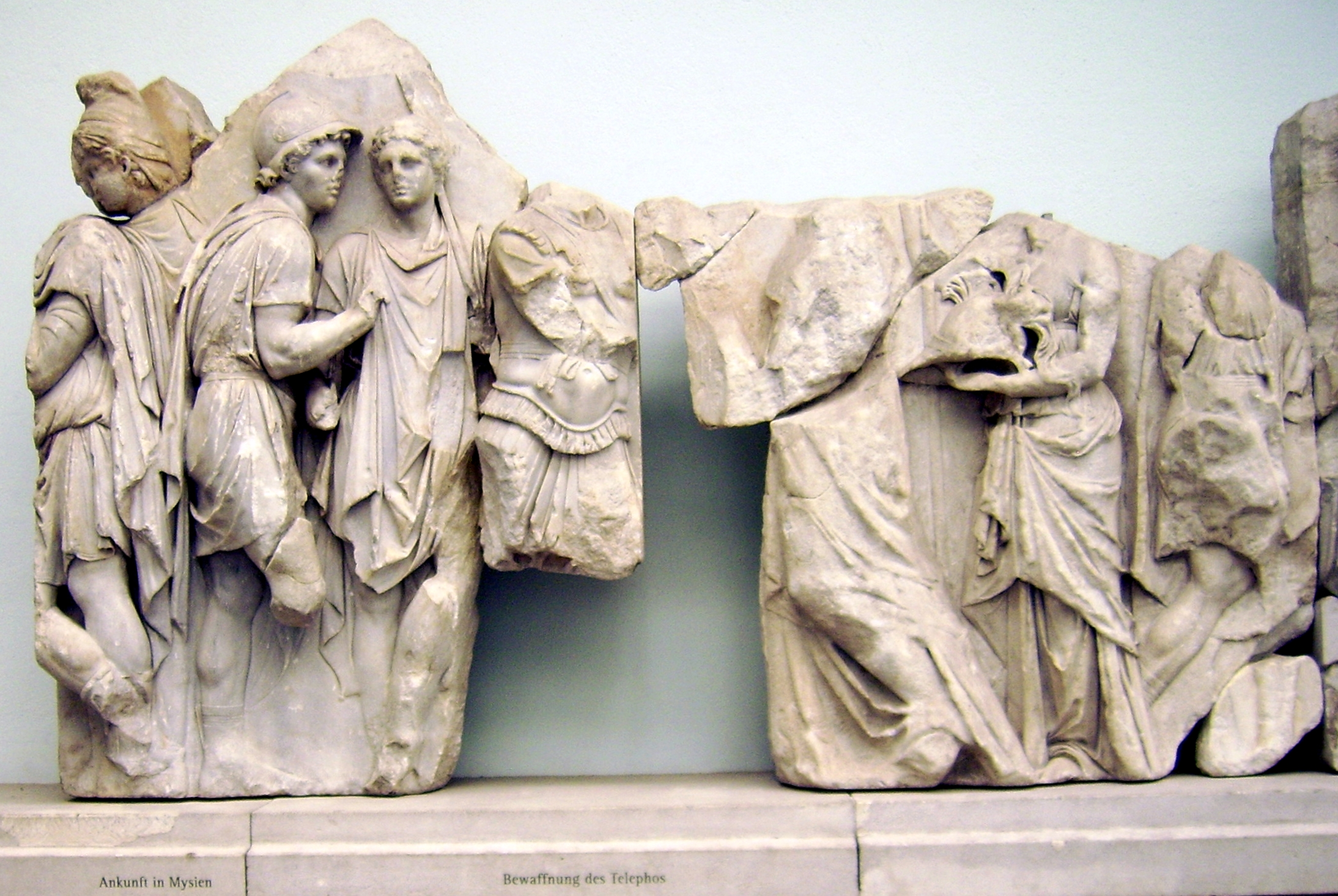
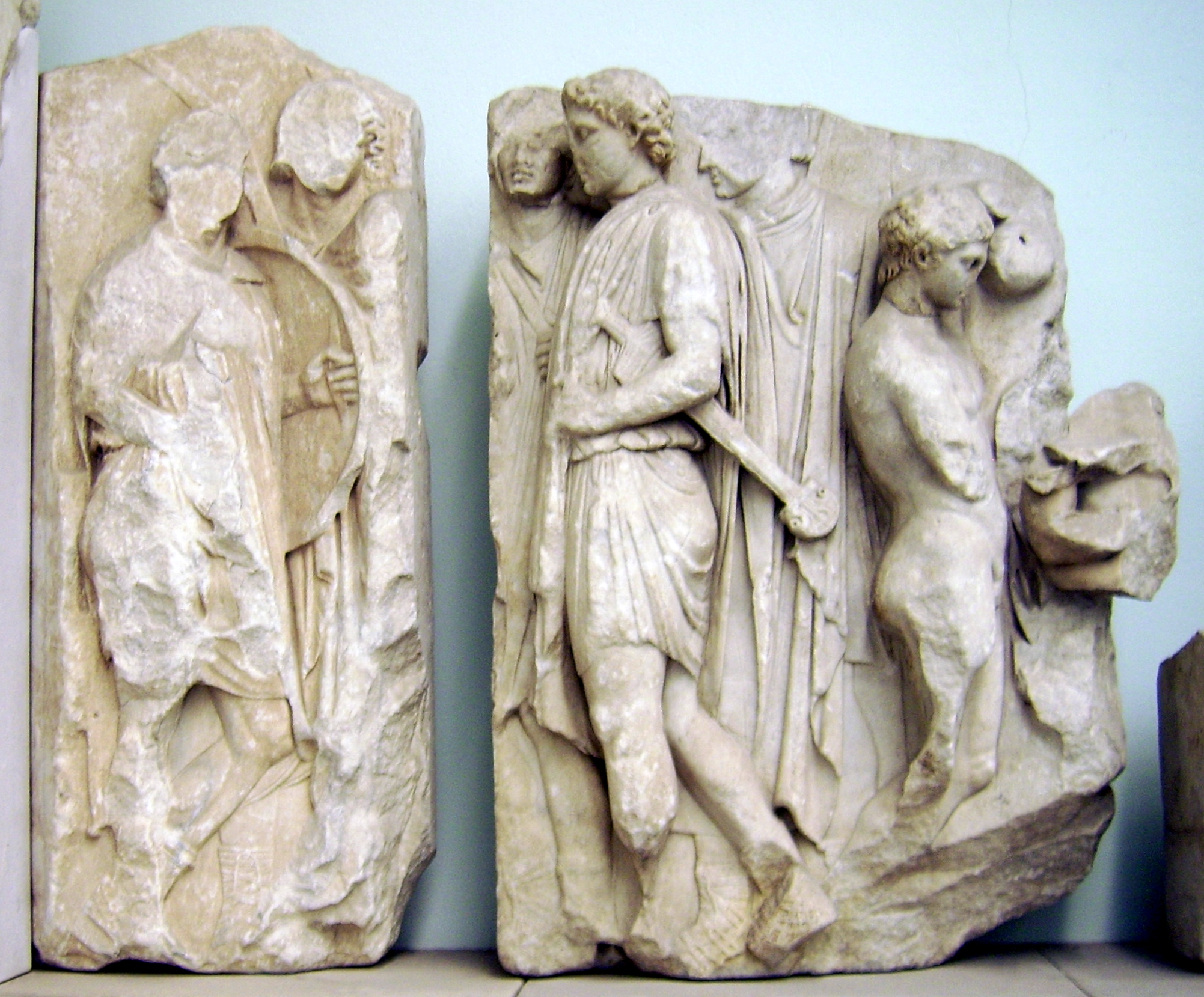
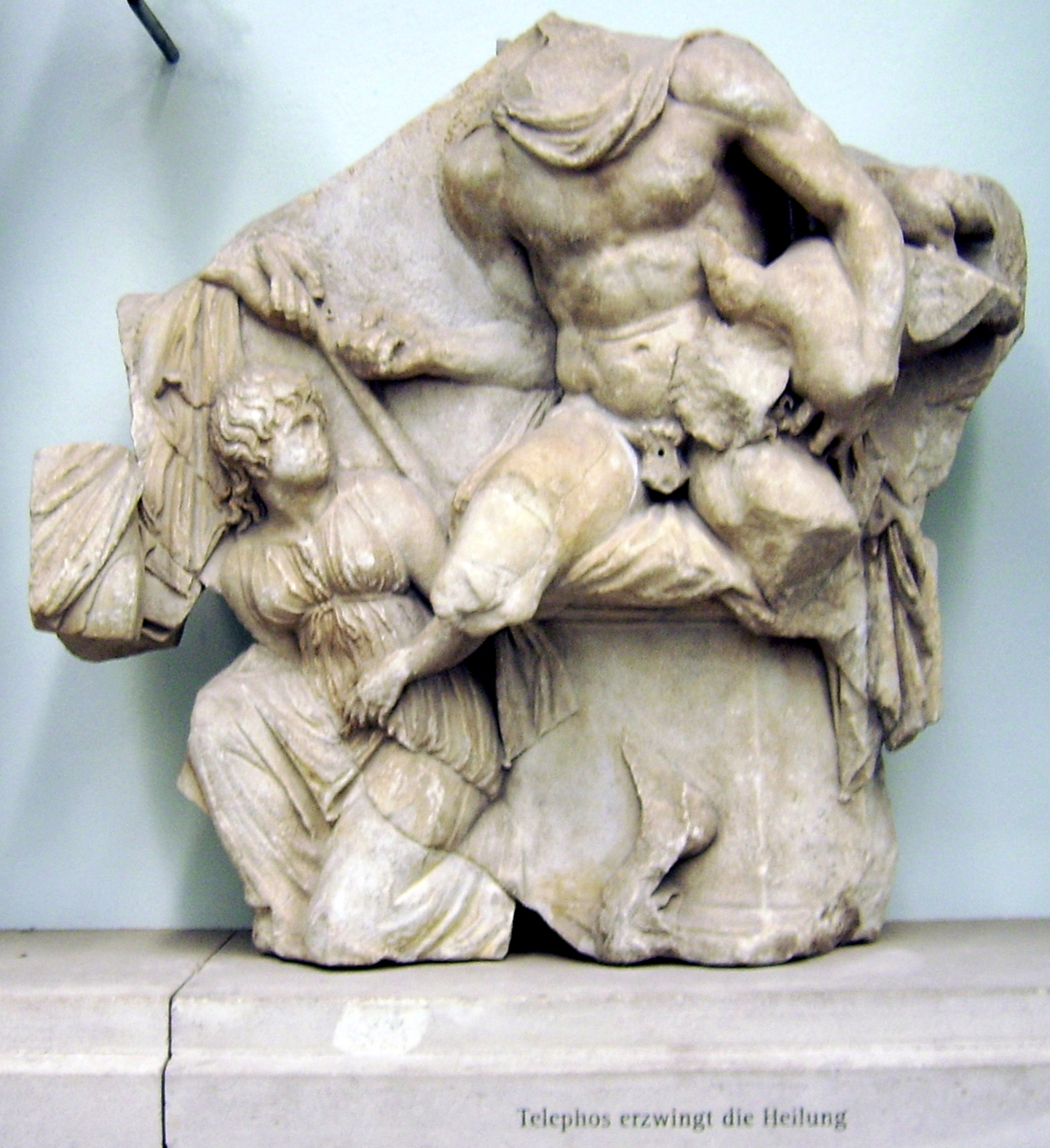
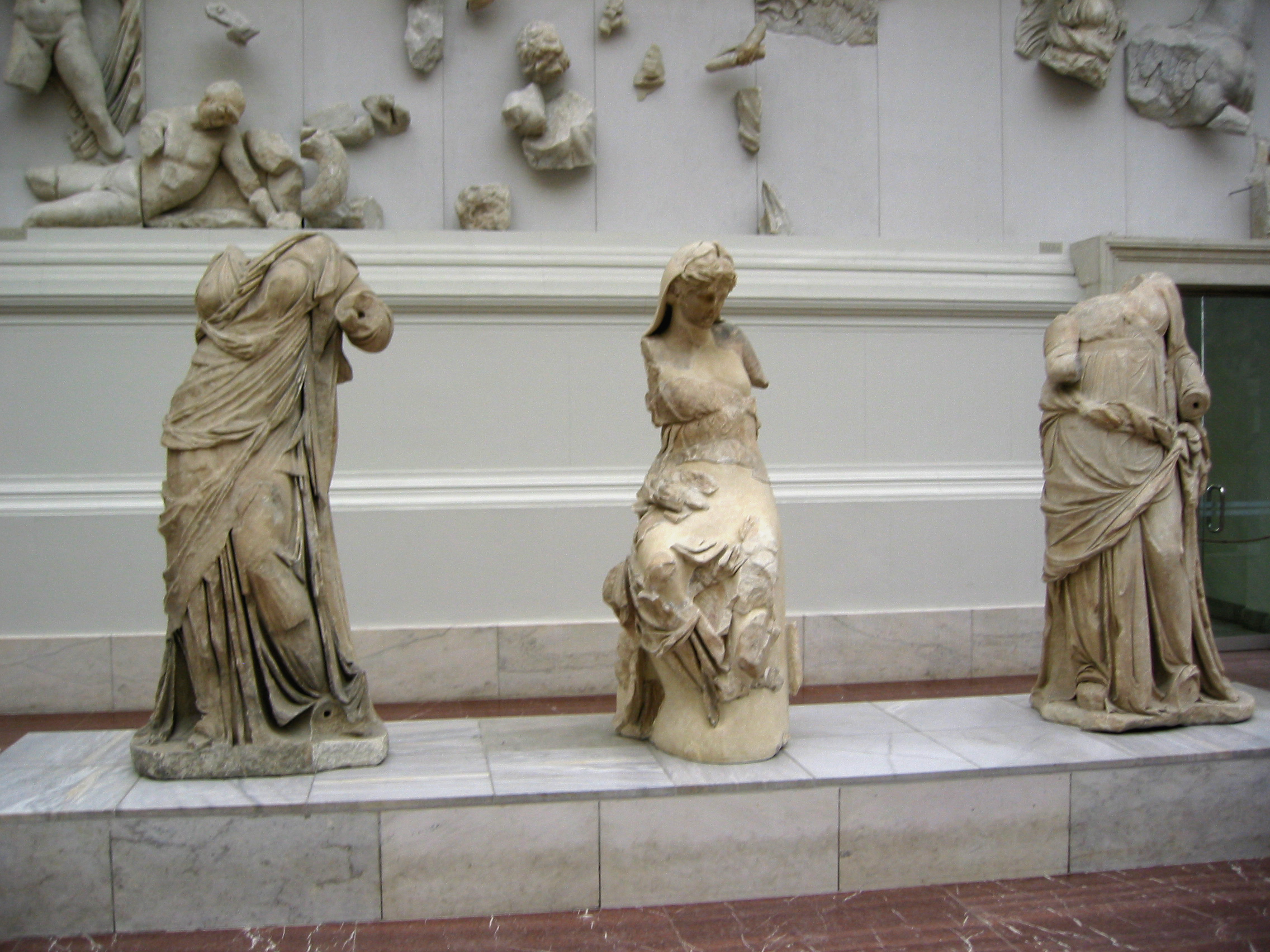